# Jüdisches Museum Frankfurt

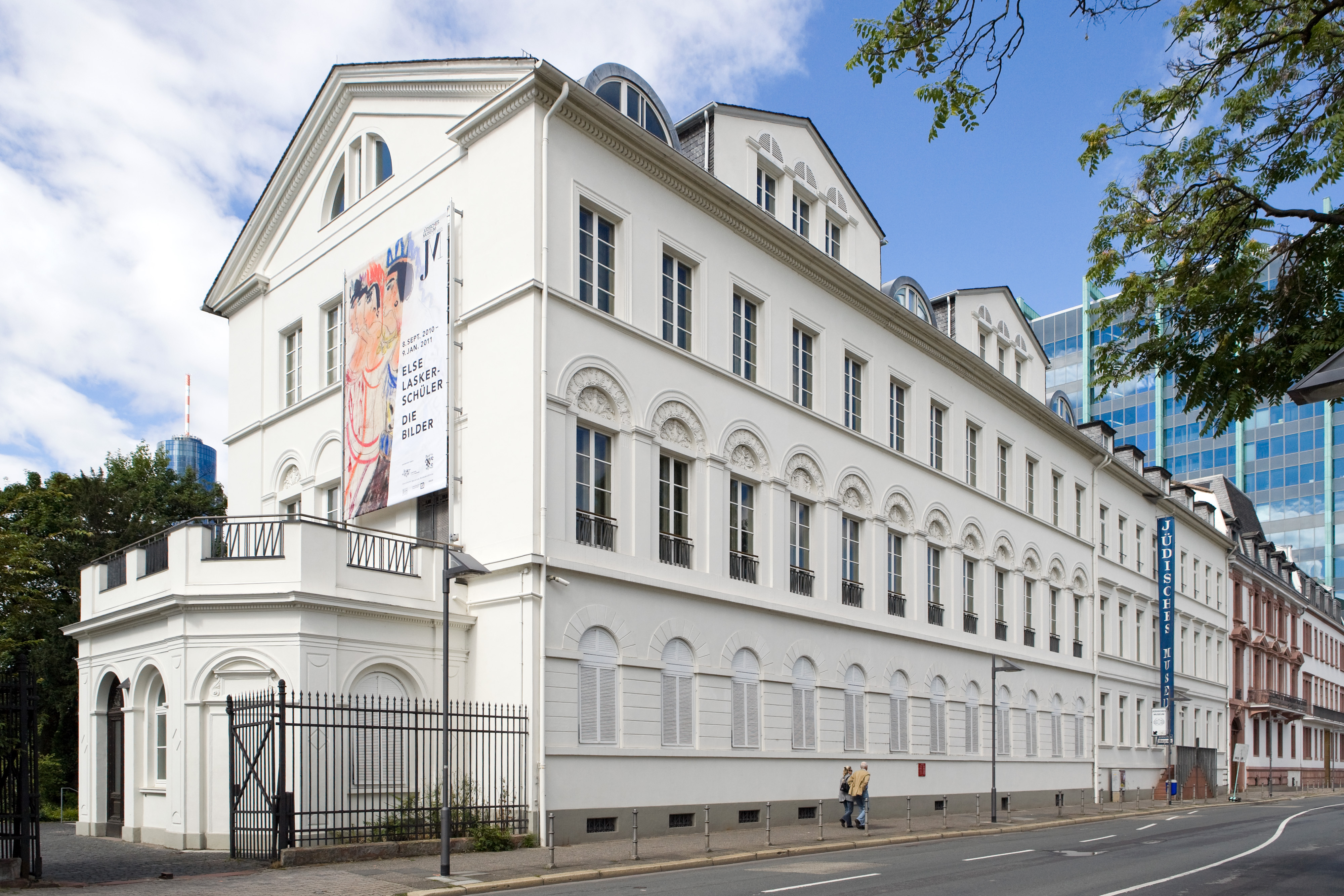
Jüdisches Museum am Untermainkai (2010)

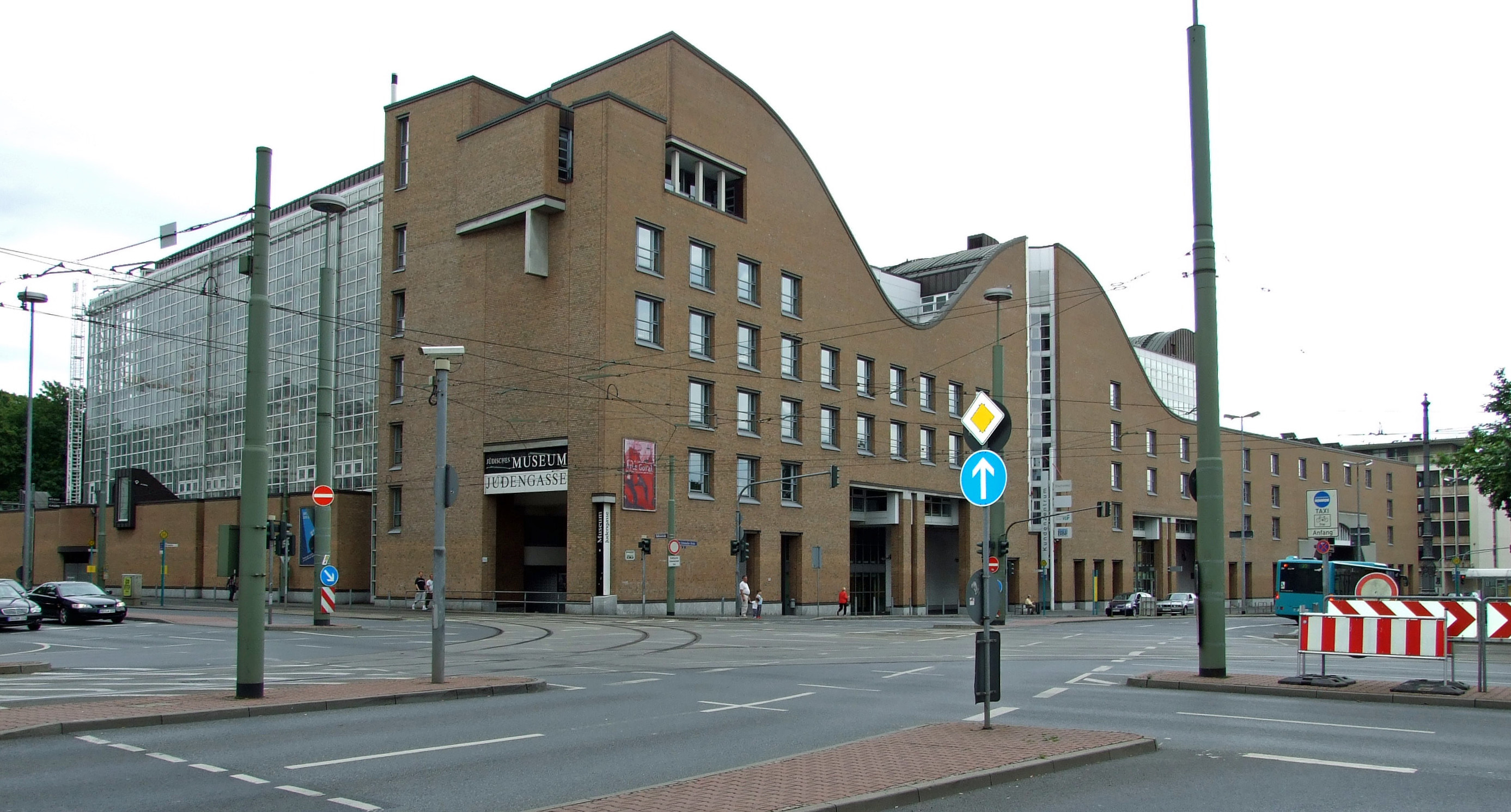
Museum Judengasse am Börneplatz (2007)

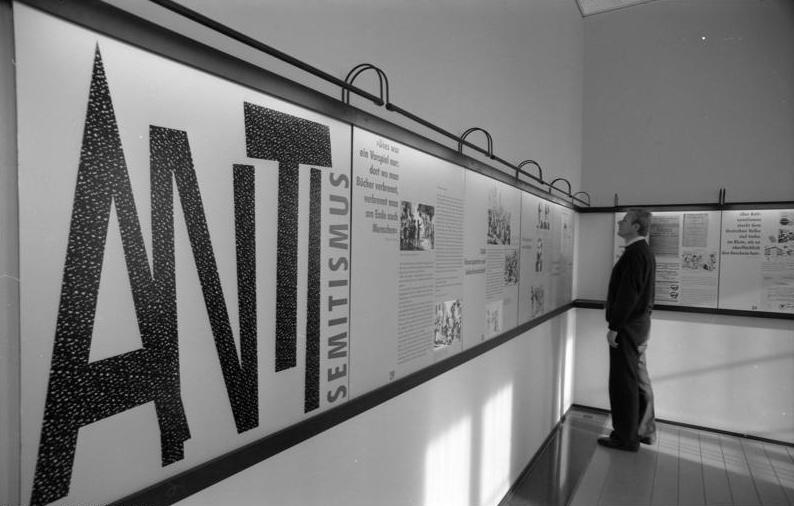
Ausstellung zur Eröffnung (1988)

Das Jüdische Museum der Stadt Frankfurt am Main ist das älteste eigenständige Jüdische Museum der Bundesrepublik Deutschland. Es wurde am 9. November 1988, dem 50. Jahrestag des Novemberpogroms, von Bundeskanzler Helmut Kohl eröffnet und ist Bestandteil des Frankfurter Museumsufers. Es ist zudem nach dem Jüdischen Museum der Schweiz in Basel das zweitälteste Museum seiner Art nach dem Zweiten Weltkrieg im deutschsprachigen Bereich.
Das Jüdische Museum sammelt, bewahrt und vermittelt die neunhundertjährige jüdische Geschichte und Kultur der Stadt Frankfurt am Main in einer europäischen Perspektive. Es umfasst eine Dauerausstellung an zwei Standorten mit ortsspezifischen Bezügen: Das Museum Judengasse in der Battonnstraße 47 thematisiert die Geschichte und Kultur von Juden in Frankfurt während der Frühen Neuzeit und bezieht dabei die Ruinen der ehemaligen Frankfurter Judengasse sowie den zweitältesten jüdischen Friedhof Deutschlands mit ein. Das Jüdische Museum im Rothschild-Palais am Untermainkai 14/15 widmet sich der jüdischen Geschichte und Kultur seit der Jüdischen Emanzipation.
Neben dem Museum Judengasse und seinem Hauptstandort am Untermainkai unterhält das Jüdische Museum gemeinsam mit dem Fritz Bauer Institut zur Erforschung der Geschichte und Rezeption des Holocaust das Pädagogische Zentrum Frankfurt am Main, das Bildungsarbeit an Schulen vornimmt. Das Museum verantwortet die Vermittlungsarbeit in der Erinnerungsstätte an der Großmarkthalle neben und unter dem Gebäude der Europäischen Zentralbank, die im November 2015 eröffnet wurde. Der Schwerpunkt der Sammlung liegt im Bereich der Zeremonialkultur, der Bildenden Kunst sowie der Familiengeschichte im Allgemeinen und des Ludwig-Meidner-Archivs und des Familie Frank-Zentrums im Besonderen. Daneben besitzt das Museum eine umfangreiche Dokumenten- und Fotosammlung zur deutsch-jüdischen Geschichte und Kultur.

## Museumsgeschichte

### Museum Jüdischer Altertümer
Schon vor der Gründung des heutigen Museums bestand in Frankfurt ein Museum Jüdischer Altertümer. Die 1922 eröffnete Schau gehörte zu den ersten ihrer Art in Deutschland und präsentierte vorwiegend jüdische Kultgegenstände. Sie war hervorgegangen aus der bereits 1897 mit Unterstützung des Frankfurter Mäzens Charles Hallgarten gegründeten Gesellschaft zur Erforschung jüdischer Kunstdenkmäler. Das Museum lag in der Fahrgasse im ehemaligen Bankhaus der Familie Rothschild, das der Jüdischen Gemeinde überlassen worden war. 1938 brachen im Zusammenhang mit dem Novemberpogrom SA- und SS-Leute in das Gebäude ein, demolierten die Einrichtung und legten mehrere Feuer. Ein Großteil der Sammlung wurde zerstört, knapp 1.000 Objekte wurden in das Historische Museum Frankfurt gebracht, die übrigen metallenen Objekte eingeschmolzen.
Nach Kriegsende wurden Bilder, Bücher und Zeremonialobjekte, die ursprünglich in jüdischem Besitz waren, von den alliierten Streitkräften im Rothschild-Palais und in einem ehemaligen Gebäude der I.G. Farben in Offenbach gesammelt und von der Commission on Jewish Cultural Reconstruction erfasst. Ein Großteil des geraubten jüdischen Kulturguts wurde an jüdische Einrichtungen und Museen in den USA und das heutige Israel-Museum in Jerusalem, ein geringfügiger Teil der soeben neu gegründeten Frankfurter Jüdische Gemeinde übergeben.

### Kommission zur Erforschung der Geschichte der Frankfurter Juden
Nach dem Zweiten Weltkrieg regten ehemalige jüdische Bürger Frankfurts, die nach London emigriert waren, gemeinsam mit Rabbiner Georg Salzberger an, Material über die Geschichte der Frankfurter Juden zu sammeln und zu publizieren und insbesondere Schicksale zwischen 1933 und 1945 zu dokumentieren. Die Stadt unterstützte dieses Vorhaben. 1961 gründete sich eine eigene Kommission zur Erforschung der Geschichte der Frankfurter Juden, die eine Reihe von Publikationen vorlegte. Ihr gehörten unter anderem der Rabbiner Kurt Wilhelm, der Philosoph Max Horkheimer, der Rabbiner Georg Salzberger, der Begründer der Wiener Library, Alfred Wiener und der Publizist Robert Weltsch an.

### Museumsgründung im Rothschild-Palais
Ende der 1970er Jahre stieß der Kulturdezernent der Stadt Frankfurt, Hilmar Hoffmann, das Projekt eines Museumsufers an. Neben einem Filmmuseum und einem Museum für Architektur war hierfür seit 1979 auch ein Jüdisches Museum im Rothschild-Palais und einem angrenzenden Gebäude am Untermainkai vorgesehen, was 1980 von der Stadtverordnetenversammlung bestätigt wurde.
Das Haus Untermainkai 15 war 1820, von Stadtbaumeister Johann Friedrich Christian Hess, für den Bankier Joseph Isaak Speyer, im klassizistischen Stil erbaut worden. 1846 wurde Speyers Haus von Mayer Carl von Rothschild als Wohnhaus erworben. Aus dieser Zeit sind noch drei repräsentative Räume erhalten. 1895 eröffnete im Erdgeschoss die Freiherrlich Carl von Rothschild’sche öffentliche Bibliothek. Sie war 1887 als erste öffentliche Bibliothek Frankfurts von Hannah Louise von Rothschild zum Andenken an ihren 1886 verstorbenen Vater Mayer Carl von Rothschild gegründet worden. 1928 wurde das Haus zusammen mit dem daneben gelegenen Palais am Untermainkai 14, das der Bankier Simon Moritz von Bethmann ebenfalls von Johann Friedrich Christian Hess hatte erbauen lassen, in den Besitz der Stadt Frankfurt übergeben. 1933 wurde die Einrichtung umbenannt in „Bibliothek für neuere Sprachen und Musik (Freiherrlich Carl von Rothschild'sche Bibliothek)“, im November 1935 wurde auch der Klammerzusatz gestrichen und weitere Erinnerungen an die Stifterfamilie im Gebäude getilgt. Nach dem Zweiten Weltkrieg wurde die Rothschild-Bibliothek in die Universitätsbibliothek eingegliedert. Seit 1967 diente das Palais als Dependance des Historischen Museums.
In den Jahren nach 1980 erarbeitete eine Historikerkommission ein Konzept für das Museum, das die Geschichte der Frankfurter Juden vom 12. Jahrhundert bis 1945 präsentieren sollte. Die Gebäude am Untermainkai wurden derweil ausgebaut. Durch Schenkungen konnte der Grundstock für eine eigene Sammlung geschaffen werden. Zum ersten Direktor des Museums wurde 1985 Georg Heuberger berufen. Die Eröffnung des ersten Jüdischen Museums der Bundesrepublik Deutschland erfolgte am 50. Jahrestag des Novemberpogroms, am 9. November 1988, durch Bundeskanzler Helmut Kohl und den Frankfurter Oberbürgermeister Wolfram Brück.
Brück sah in seiner Eröffnungsrede das Museum in der direkten Nachfolge des Museums jüdischer Altertümer. Er stellte den Beitrag des jüdischen Bürgertums für die städtische Gesellschaft heraus und betonte Emanzipation und Integration. Heuberger und seine Mitarbeiter Cilly Kugelmann, Susanna Keval und Hanno Loewy verwiesen dagegen in der Konzeption der ersten Dauerausstellung und auch der ersten Sonderausstellung auf den tiefen Bruch, den der Nationalsozialismus für das Judentum bedeutete. Dies verdeutlichten sie etwa durch die Ausstellung von Objekten, die sich ehemals im Besitz des Museums für jüdische Altertümer befunden hatten: Von 18 000 Stücken fanden nur 40 den Weg zurück nach Frankfurt. Auf diesem Weg erzählte die Ausstellung gerade auch von Ausgrenzung, Diskriminierung und Vernichtung.

### Museum Judengasse

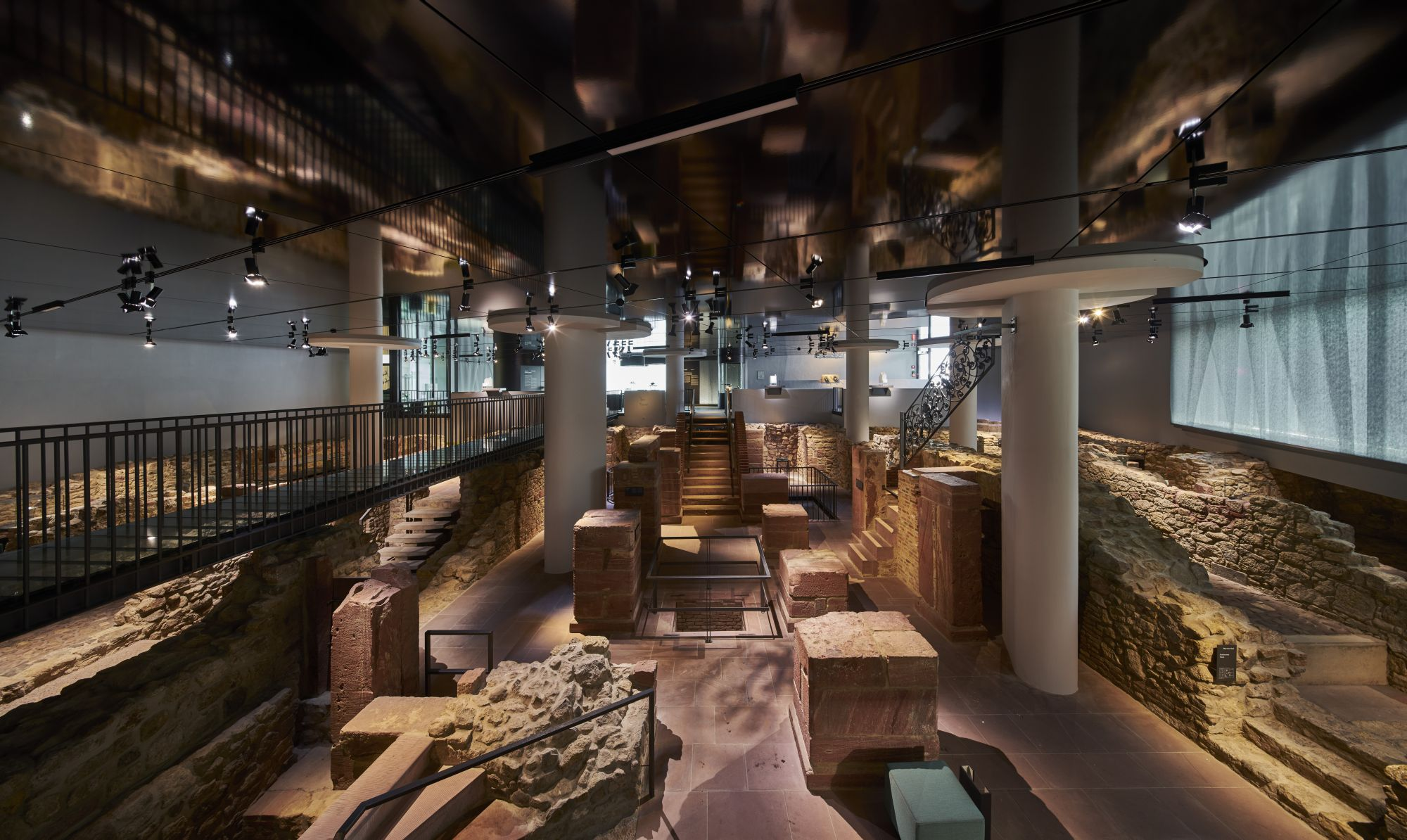
Blick ins Museum Judengasse (2016)

1987 wurden bei Bauarbeiten für ein Verwaltungsgebäude am Börneplatz Fundamente von 19 Häusern der Judengasse entdeckt. Es handelte sich um den bis dato größten archäologischen Fund einer jüdischen Siedlung aus der Frühen Neuzeit in Europa. Mit dem Fund entbrannte ein öffentlicher Konflikt von bundesweiter Bedeutung um die Frage, wie mit diesen Zeugnissen einer verdrängten jüdischen Geschichte umzugehen sei. Während seitens des Bauherrn, der Stadt Frankfurt, angestrebt wurde, die Überreste nur zu dokumentieren und für den Neubau zu beseitigen, protestierten zahlreiche Menschen gegen die Beseitigung als „Geschichtsentsorgung“. Am Ende des sog. Börneplatz-Konflikts, der zugleich ein Epochenkonflikt hinsichtlich des deutsch-jüdischen Verhältnisses war, stand ein Kompromiss: Fünf der entdeckten Hausfundamente wurden abgetragen und im Kellergeschoss des Verwaltungsgebäudes am originalen Platz wiederaufgebaut.
Die Frankfurter Judengasse war das erste jüdische Ghetto in Europa. Sie wurde 1460  an der alten stauferzeitlichen Stadtmauer errichtet; zwei Jahre später erfolgte die Zwangsumsiedlung der jüdischen Bewohner Frankfurts, die zuvor in unmittelbarer Nähe des Doms wohnten. Die Judengasse entwickelte sich im Laufe der Jahrhunderte zu einem kulturellen Zentrum, das weithin für seine Gelehrsamkeit bekannt war und von Studierenden von weither aufgesucht wurde. Seine Bevölkerung wuchs im 17. Jahrhundert auf über 3000 Menschen an, bis nach Ende der Napoleonischen Kriege die Anordnung für die jüdische Bevölkerung, sich in der Judengasse anzusiedeln, aufgehoben wurde. Das Ghetto wurde in den 1870er Jahren abgerissen; der unmittelbar benachbarte alte Jüdische Friedhof aber blieb erhalten, auch wenn zu diesem Zeitpunkt bereits keine Beerdigungen vor Ort mehr durchgeführt wurden. Unmittelbar neben dem Friedhof und am Südende der ehemaligen Judengasse entstand 1881/82 die Börneplatzsynagoge, die im Rahmen des Novemberpogroms zerstört wurde. 1942 erließ die nationalsozialistische Stadtverwaltung den Befehl, auch den alten jüdischen Friedhof abzutragen, was jedoch nicht vollständig umgesetzt wurde.
Das Museum Judengasse wurde 1992 als eine Dependance des Jüdischen Museums eröffnet. Es präsentiert die Geschichte und Kultur der Frankfurter Juden vom Mittelalter bis zur Emanzipation in den Fundamenten von 5 Häusern aus der Judengasse. Im März 2016 wurde das Haus mit einer neu gestalteten Ausstellung wiedereröffnet. Es grenzt an die Gedenkstätte Neuer Börneplatz, die an die im Holocaust ermordeten Frankfurter Juden erinnert, und an den alten Jüdischen Friedhof Battonnstraße, der in die Audioführung miteinbezogen ist.

### Erweiterung

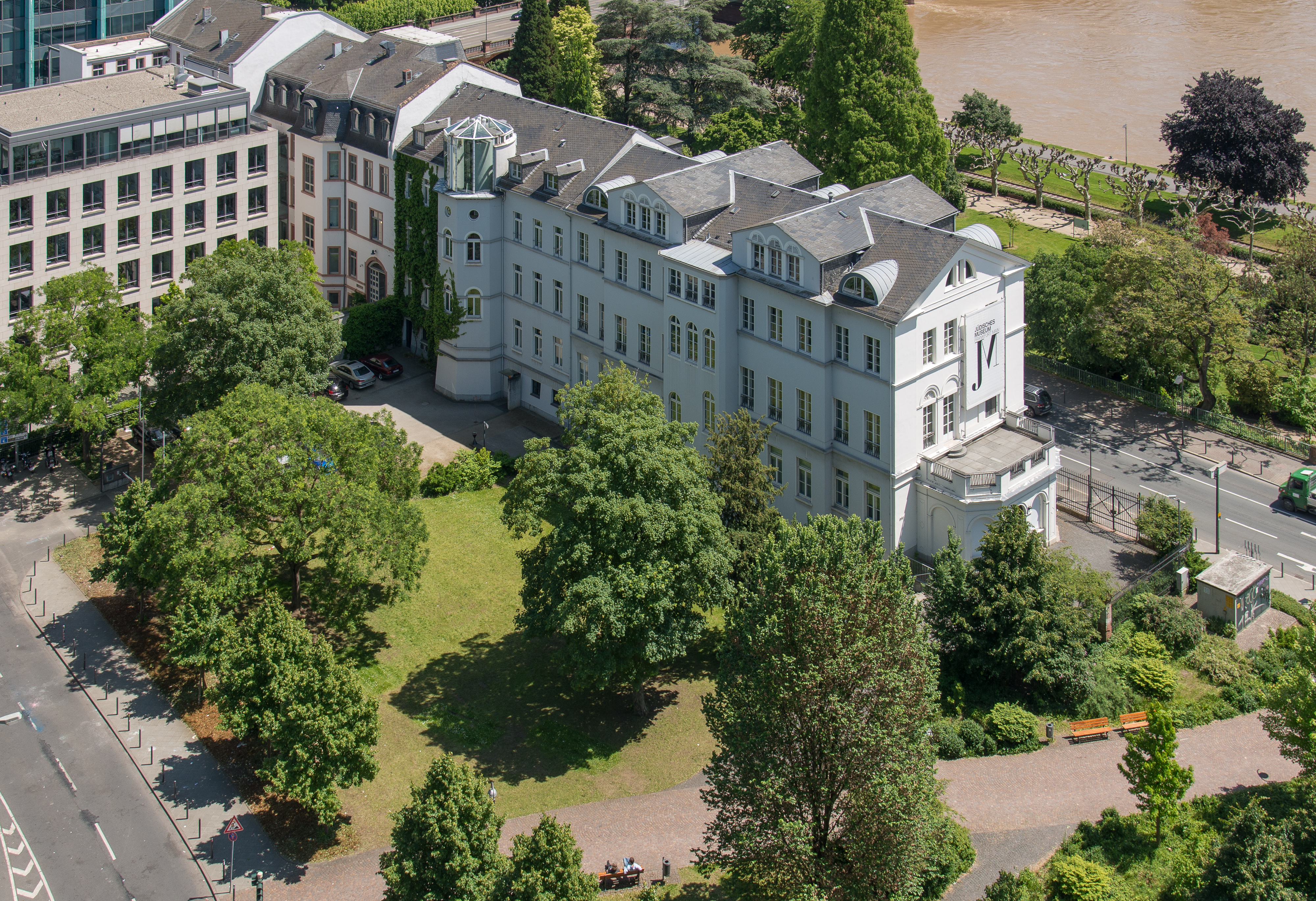
Die Palais-Nordseite mit der Erweiterungsfläche (2013)

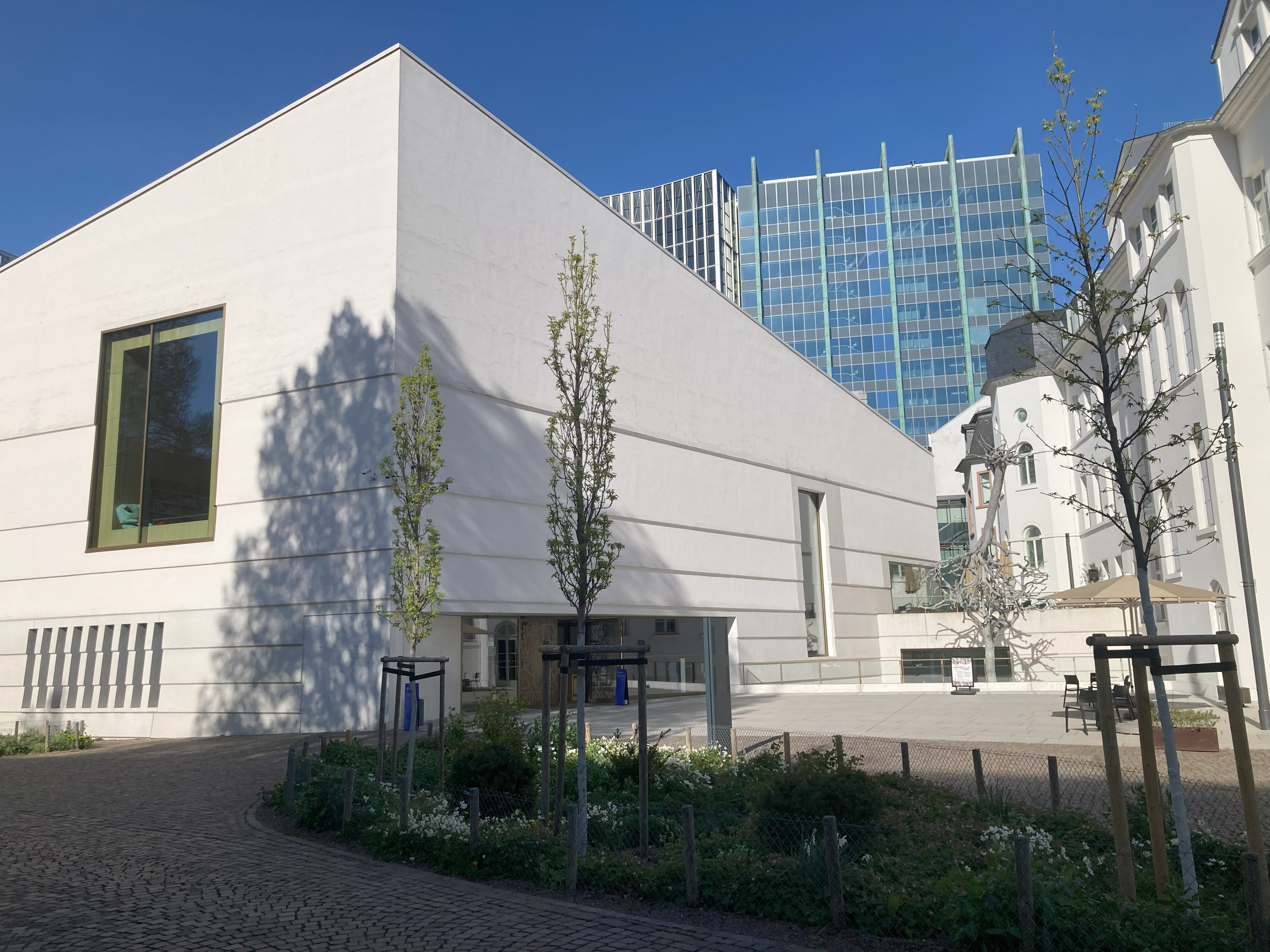
Jüdisches Museum in Frankfurt a. M. (2025)

Im Dezember 2011 beschloss die Frankfurter Stadtverordnetenversammlung eine bauliche und inhaltliche Erweiterung des Jüdischen Museums sowie die Sanierung des jetzigen Rothschild-Palais. Für das Vorhaben wurde 2012 ein zweistufiger Architekturwettbewerb mit 20 Teilnehmern durchgeführt, den 2013 das Büro Staab Architekten mit einem überarbeiteten Entwurf für sich entscheiden konnten. Als Baugrund war die nördlich an das Rothschild-Palais anschließende Grünanlage vorgesehen.
Bei der Präsentation des Erweiterungsbaus im Mai 2013 führte der damalige Museumsdirektor Raphael Gross aus, dass die Baumaßnahme eine Vergrößerung der Dauerausstellung von 600 auf 1.010 m² und der Wechselausstellungsfläche von 240 auf 600 m² vorsehe.  Die Erweiterung wurde im Sommer 2015 vom Frankfurter Magistrat bewilligt und zu diesem Zweck von der öffentlichen Hand 50 Millionen Euro bereitgestellt. Nach fünfjähriger Bauzeit wurde das Museum am 21. Oktober 2020 wieder für die Öffentlichkeit eröffnet.

### Erinnerungsstätte an der Großmarkthalle
Im November 2015 eröffnete neben und auf dem Gelände der Europäischen Zentralbank an der Sonnemannstraße die Erinnerungsstätte Großmarkthalle, die von den Architekten Katzkaiser gestaltet wurde. Von 1941 bis 1945 wurden im östlichen Gebäudeteil der Großmarkthalle Juden aus Frankfurt zusammengetrieben, registriert, ihrer Güter beraubt und anschließend in die Ghettos, Konzentrations- und Vernichtungslager im Osten deportiert. Mehr als 10.000 Frankfurter Bürgerinnen und Bürger harrten dort ihrer Verschleppung, die zumeist in der Ermordung endete. Die Vermittlungsarbeit im nicht öffentlich zugänglichen Teil der Erinnerungsstätte wird vom Jüdischen Museum organisiert. Die Besichtigung ist ausschließlich im Rahmen von Führungen mit Anmeldung möglich.

### Auszeichnungen
Im September 2016 wurde dem Jüdischen Museum der Museumspreis der Sparkassen Kulturstiftung Hessen Thüringen für das Museum Judengasse zuerkannt.

## Sammlungen und Einrichtungen des Museums

### Zeremonialkultur
Das Jüdische Museum verfügt über eine umfangreiche und herausragende Sammlung an zeremoniellen Objekten und wertvollen Textilien aus dem 17. bis 20. Jahrhundert. Die Sammlung setzt sich aus bedeutenden Zeremonialgegenständen zusammen, die in den Frankfurter Synagogen des 19. und 20. Jahrhunderts genutzt wurden oder aus Zentral- und Osteuropa stammen. Nur wenige Objekte aus dem früheren Museum Jüdischer Altertümer haben die Zerstörungen im Nationalsozialismus überstanden und konnten aus dem Historischen Museum übernommen werden. Daneben wurden und werden gezielt herausragende Beispiele an Judaica aus Ost- und Zentraleuropa sowie aus dem deutschen Landjudentum erworben. Weitere wichtige Objekte wurden dem Museum als Leihgaben von der Jüdischen Gemeinde zur Verfügung gestellt. Durch Ankäufe, Leihgaben und Stiftungen konnte die Sammlung kontinuierlich ergänzt werden. Prominente Stifter sind Ignatz Bubis und Josef Buchmann.

### Historische Sammlung
Die historische Sammlung, die weiter ausgebaut wird, umfasst u. a. Objekte und Dokumente zu jüdischem Alltagsleben und zur jüdischen Wirtschaftsgeschichte Frankfurts. Einen besonderen Schwerpunkt bilden die Sammlungen von jüdischen Familien, die aus der Stadt emigrieren mussten. Darüber hinaus umfasst die Sammlung topographische Darstellungen jüdischer Orte in Frankfurt, vorwiegend aus dem 19. und 20. Jahrhundert,  und Dokumente zur Geschichte jüdischer Studentenverbindungen.

### Kunstsammlung
Die Kunstsammlung des Museums wurde mit der Eröffnung des Museums neu aufgebaut. Einen Schwerpunkt bilden in Vergessenheit geratene Frankfurter Künstler der „verschollenen Generation“, die verfemt und vertrieben wurden. Dazu gehören der Expressionist Hanns Ludwig Katz (1892–1940) und Samson Schames (1898–1967). Das Museum besitzt daneben Werke des deutsch-jüdischen Malers Moritz Daniel Oppenheim (1800–1882), der als erster jüdischer Künstler eine akademische Ausbildung erhielt. Die grafische Sammlung enthält u. a. Werke von Jakob Steinhardt (1887–1968), Jakob Nussbaum (1873–1936) und Lea Grundig (1906–1977) sowie ein umfangreiches Konvolut an Druckgrafik mit Dichter- und Schriftstellerporträts, die Marcel Reich-Ranicki dem Museum 2003 überließ.

### Ludwig Meidner Archiv
Ein besonderer Schwerpunkt der Sammlungstätigkeit liegt in dem Gebiet der Exilkunst. 1994 gelang es dem Jüdischen Museum, den rund 1.800 Arbeiten umfassenden künstlerischen Nachlass von Ludwig Meidner (1884–1966) zu erwerben. Sie bilden den Kern des Ludwig Meidner-Archivs, das das Copyright Meidners verwaltet. Es betreut außerdem die künstlerischen Nachlässe seiner Schülerin und späteren Ehefrau Else Meidner (1901–1987), des nach Kolumbien emigrierten Malers Kurt Levy (1911–1987), des Publizisten und Malers Arie Goral (1909–1996) und des Malers und Kunstvermittlers Henry Gowa (1901–1990).

### Familie Frank Zentrum
Das Jüdische Museum gründete 2012 in Kooperation mit dem Anne Frank-Fonds in Basel das Familie Frank Zentrum. Der Anne Frank Fonds und sein damaliger Präsident Buddy Elias haben dem Museum dafür die umfangreichen Bestände (Gemälde, Fotografien, Briefe, Erinnerungsstücke, Alltagsgegenstände und Möbel) aus dem Besitz der seit dem 16. Jahrhundert in Frankfurt ansässigen Familie von Anne Frank als Dauerleihgabe überlassen. Diese werden einen bedeutenden Teil der zukünftigen Dauerausstellung des Jüdischen Museums bilden. Weitere Bestände des Familie Frank Zentrums bilden die Archive der Familie Frank-Elias sowie des 1963 von Otto Frank gegründeten Anne Frank Fonds. Die Archivbestände des Familie Frank Zentrum werden in der Bibliothek des neuen Museums digital zugänglich gemacht.

### Bibliothek und Dokumentation
In der öffentlichen Bibliothek des Museums stehen mehr als 25.000 Bücher und sonstige Medieneinheiten zur Verfügung. Die Sammlung konzentriert sich auf Zeugnisse zur Geschichte der Juden in Frankfurt vom Spätmittelalter bis zur Gegenwart und umfasst auch Literatur zum Judentum, zur Geschichte der Juden in Deutschland und Mitteleuropa sowie Filme zu den Themen der einzelnen Ausstellungsbereiche des Museums. Die Bestände können online eingesehen werden über den Katalog der Frankfurter Museumsbibliotheken, der mit dem OPAC des Südwestdeutschen Bibliotheksverbunds verknüpft ist.
Der Sammlungsbereich Dokumentation besteht aus über 300 Metern Schriftgut und mehr als 21.000 Fotos zur Geschichte und Kultur der Juden im deutschsprachigen Raum. Den Kern der Sammlung bilden die Zeugnisse zur Geschichte der Juden in Frankfurt vom Mittelalter bis heute. Darunter finden sich zahlreiche Nachlässe zur Frankfurter jüdischen Familiengeschichte sowie Augenzeugenberichte zur NS-Zeit. Weitere regionale Schwerpunkte sind Hessen, Westfalen, Schlesien und die ehemalige preußische Provinz Posen.

## Ausstellungen (Auswahl)

### Dauerausstellungen
Die Dauerausstellung im Rothschild-Palais wurde während der Schließung des Hauses komplett überarbeitet und im Oktober 2020 wiedereröffnet. Sie stellt die Geschichte der Frankfurter Juden seit der Emanzipation um 1800 dar. Besondere Schwerpunkte bilden dabei die Frankfurter Familien Rothschild, Senger und Frank. Auch die Judaica-Sammlung des Museums wird hier präsentiert.
Die Ausstellung im Museum Judengasse wurde im März 2016 wieder eröffnet. Sie erzählt die Geschichte und Kultur von Juden in Frankfurt anhand von Objekten und Dokumenten, die in den Ruinen von fünf Häusern der früheren Judengasse in Szene gesetzt werden. Hervorgehoben werden die vielfältigen Beziehungen, die die Einwohner der Judengasse mit den christlichen Bewohnern der Stadt, dem Frankfurter Rat und dem Kaiser unterhielten. Weitere Schwerpunkte sind die Literatur und Musik, die vor Ort entstand, gelesen oder gedruckt wurde.

### Sonderausstellungen (Auswahl)
- 2024: Mirjam Pressler. Schreiben ist Glück
- 2024: Natalia Romik. Architekturen des Überlebens. Geschichte – Kunst – Forensic
- 2023/24: Regenerating Permanence. Fotokünstlerische Serie von Laura J. Padgett
- 2023/24: Metall & Gesellschaft. #Wilhelm Merton
- 2022/23: Zurück ins Licht. Vier Künstlerinnen – Ihre Werke. Ihre Wege
- 2021/22: Unser Mut. Juden in Europa 1945-48
- 2014/2015: Im Licht der Menora. Jüdisches Leben in der römischen Provinz
- 2013/2014: 1938. Kunst, Künstler, Politik (in Zusammenarbeit mit dem Fritz Bauer Institut)
- 2013: Juden.Geld. Eine Vorstellung
- 2014: Fritz Bauer – Der Staatsanwalt (in Zusammenarbeit mit dem Fritz Bauer Institut)
- 2010: Ausgerechnet Deutschland! Jüdisch-russische Einwanderung in die Bundesrepublik
- 2010/2011: Else Lasker-Schüler. Die Bilder
- 2010: Die Frankfurter Schule und Frankfurt. Eine Rückkehr nach Deutschland
- 2006/2007: Die Kaisermacher: Kammerknechte – Der Kaiser und die Frankfurter Juden
- 2005: „Und keiner hat für uns Kaddisch gesagt...“ – Deportationen aus Frankfurt am Main 1941–1945
- 2004: Verehrt und verfemt. Chagall und Deutschland
- 1994/1995: Die Rothschilds. Eine europäische Familie
- 1990: Expressionismus und Exil. Die Sammlung Ludwig und Rosy Fischer
- 1988/89: Was übrig blieb: Das Museum Jüdischer Altertümer Frankfurt am Main 1922–1938

## Pädagogisches Zentrum Frankfurt
Das Pädagogische Zentrum Frankfurt am Main wird vom Jüdischen Museum Frankfurt und dem Fritz Bauer Institut getragen. Es bietet Lehrerfortbildungen und Lehrveranstaltungen an der Frankfurter Goethe-Universität, Workshops und andere Bildungsangebote für Schulklassen sowie Unterrichtsmaterialien an. Die Bildungsangebote des Pädagogischen Zentrums thematisieren jüdische Geschichte als Teil der deutschen Geschichte und reflektieren jüdisches Leben mit Bezug auf die Gegenwart. Sie ergänzen damit den gängigen Zugang zur jüdischen Geschichte, dessen Ausgangspunkt die Verbrechen des Holocaust sind. Hierfür entwickelt das Pädagogische Zentrum voneinander getrennte Bildungsangebote für jüdische Geschichte und Gegenwart auf der einen und die Auseinandersetzung mit dem Massenverbrechen des Holocaust auf der anderen Seite.

## Organisation

### Museumsleitung
Gründungsdirektor des Jüdischen Museums war Georg Heuberger, der das Museum von 1988 bis 2006 leitete. Ihm folgte Raphael Gross. Seit  dem 1. Januar 2016 wird das Museum von Mirjam Wenzel geführt.

### Gesellschaft der Freunde und Förderer des Jüdischen Museums e.V.
Das Museum wird unterstützt vom gemeinnützigen Verein Gesellschaft der Freunde und Förderer des Jüdischen Museums, dem der frühere Oberbürgermeister der Stadt Frankfurt, Andreas von Schoeler, vorsteht. Er finanziert mit Spendengeldern regelmäßig Veranstaltungen und den Ankauf von Objekten für die Sammlung.

### Kooperationen
Es bestehen teils lange währende Kooperationen mit anderen Institutionen, die auf thematisch verwandten Gebieten tätig sind, u. a. mit dem Fritz Bauer Institut, dem Simon-Dubnow-Institut und dem Anne Frank Fonds.

## Besucherzahlen
Im Jahr 2017 wurde das Jüdische Museum (mit Museum Judengasse) von ca. 30.000 Menschen besucht. Im Jahr 2022 hatte das Museum an beiden Standorten zusammen 76.400 Besucher, im Jahr 2023 waren es knapp 100.000 einschließlich der Teilnehmer an den weiteren Bildungsangeboten. Der starke Zuwachs geht unter anderem auf eine Ausweitung der Vermittlung und der Bildungsarbeit im Zusammenhang mit dem Terrorangriff der Hamas auf Israel am 7. Oktober 2023 zurück.

## Filme
- Jüdisches Museum Frankfurt (= Museums-Check. Folge 68). Reportage, 30 Min., Moderation: Markus Brock, Produktion: 3sat. Erstausstrahlung: 11. April 2021.[21]